# Please Like Me (ТВ серија)

Please Like Me је аустралијска телевизијска серија са елементима комедије и драме. Серију је креирао и главну улогу тумачи Џош Томас. Томас је такође написао већину епизода. 

## Радња
Након раскида са девојком, Џош (Џош Томас) схвата да је геј. Уз подршку сада бивше девојке, Клер (Кејтлин Стејси), и свог најбољег друга и цимера Тома (Томас Вард), Џош мора да помогне својој мајци у њеној борби са депресијом, док истражује своју сексуалност са младим и згодним Џефријем (Вејд Бригс). 

## Улоге
- Џош Томас - Џош
- Томас Вард - Том
- Кејтлин Стејси - Клер
- Вејд Бригс - Џефри
- Дебра Лоренс - Роуз (мајка)
- Дејвид Робертс - Алан (отац)
- Хана Гедсби - Хана